# Donald's Happy Birthday
Donald's Happy Birthday é uma curta-metragem da Disney. Foi lançada nos cinemas dos Estados Unidos em 11 de fevereiro de 1949.

## Sinopse
Em 13 de março, Huguinho, Zezinho e Luisinho decidem comprar uma caixa de charutos para o aniversário de seu tio Donald, mas quando percebem que não têm 2,98 dólares fazem o gramado do quintal e cobram Donald pelas tarefas domésticas. Ele lhes dá o dinheiro, mas imediatamente os deposita em um cofrinho musical. Depois de algumas tentativas fracassadas de roubar o cofrinho, o trio consegue pegar o dinheiro e comprar a caixa de charutos antes de voltar para sua casa na árvore.
Pensando que o trio começou a fumar, Donald entra na casa da árvore e os faz fumar todos os charutos (o que muitas pessoas não o farão). Assim que a caixa de charutos é esvaziada, ele descobre um cartão de aniversário do trio e lembra-se que faz anos, ficando cheio de vergonha pela sua má ação.

## Elenco
Clarence Nash - Donald Duck, Huginho, Zezinho e Luisinho

## Controvérsias e proibição na Televisão
O episódio foi apresentado nos cinemas dos EUA. Anos depois, a equipa da Disney reveu aos episódios clássicos para ser lançados no Disney Channel. Ver uma cena onde menores de idade compram charutos e ver um tio a pôr os seus sobrinhos a fumar no final desse episódio foram tão chocantes e inaceitáveis para a equipa do canal, que o episódio não foi transmitido no canal, nem nos Estados Unidos, nem em nenhuma rede internacional.
Entertanto, esse episódio não é o único da Disney com apologia às drogas. O episódio "No Smoking" do Pateta, do estilo "How Do" (episódios acompanhados por um narrador) também foi proibido na televisão pela presença de apologia às drogas.